# Andreas Jacobus Liebenberg
Andreas Jacobus Liebenberg, auch Kat Liebenberg (* 18. April 1938 in Upington; † 23. Mai 1998 in Pretoria) war südafrikanischer Offizier und Oberbefehlshaber der South African Defence Force.

## Leben
Die Schulzeit verbrachte Liebenberg in seinem Geburtsort, wo er schließlich matrikulierte. Seinen Wehrdienst leistete er 1955 im Heer ab und wurde im Juli 1960 Offiziersanwärter am SA Military College.
Im März 1961 erwarb er einen Bachelor of Laws an der Universität Stellenbosch. Danach trat er in die südafrikanische Armee als Offizier ein. Sein lange Dienstlaufbahn begann als Zugführer im 4 Field Regiment der Artillerie. Danach wechselte Liebenberg in das Army-Hauptquartier, wo er zwischen 1964 und 1968 als Captain als Offizier im Generalstabsdienst im Bereich Director Infantry diente.
Für eine kurze Zeit diente er 1969 in London als Militärattaché im Dienstgrad eines Commandant und kehrte 1972 nach Südafrika zurück. Nach einer weiteren Verwendung am Army Gymnasium, einer Ausbildungsstätte des südafrikanischen Heeres, und einigen Jahren im Army-Hauptquartier, zuletzt als Director Infantry, ging Colonel Liebenberg im Dezember 1977 nach Südwestafrika, heute Namibia, wo er von Oshakati aus, als Officer Commanding 2 Military Area (später sector 10) in Owambo, die hier stationierten südafrikanischen Militäreinheiten befehligte. Dieser Posten galt als einer der heikelsten Kommandeurposten für südafrikanische Truppenoffiziere. Hier und im benachbarten Angola kam es unter seinem Kommando im Verlaufe des Namibischen Befreiungskampfes wiederholt zu schweren Gefechten mit der SWAPO und anderen sie unterstützenden Militäreinheiten.

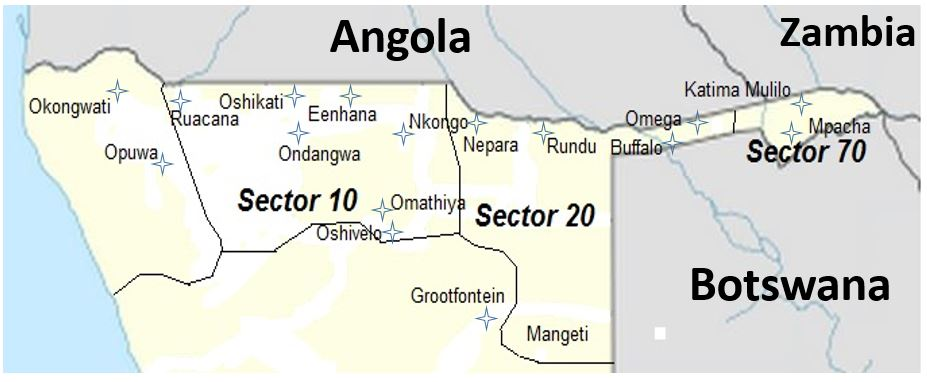
Lage von sector 10 in Namibia

Im Januar 1980 übernahm er im Hauptquartier der South African Army den Dienstposten eines Director of Operations, im Dienstgrad eines Brigadier, und damit die Leitung des Heeres-Einsatzzentrums (AS-3 Operations).
1982 wurde Andreas Liebenberg im Alter von 42 Jahren General Officer Commanding der Special Forces der SAA-Streitkräfte und in den Rang eines Major-General befördert.
Im November 1985 stieg Liebenberg als Lieutenant-General zum Chief of the Army auf und übernahm dadurch die Führung der südafrikanischen Landstreitkräfte (South African Army). In diese Amtsperiode fiel auch die militärische Konfrontation Südafrikas im Angolanischen Bürgerkrieg mit Kampfeinheiten aus Angola, Kuba, des ANC und der SWAPO in der Schlacht um Cuito Cuanavale sowie der darauf folgende Rückzug aller südafrikanischen Truppen aus Südangola.
Nach Aussagen des früheren Chefs des militärischen Geheimdienstes (DMI), Christoffel Pierre van der Westhuizen, im Verlaufe einer Anhörung im Jahre 1999, sollte 1986 die geheime Operation Katzen zur Bildung einer vom Oberkommando der SADF in Pretoria gesteuerten militärischen Eingreiftruppe Xhosa Resistance Movement führen, mit dem Ziel, die Regierungen der Ciskei und Transkei zu destabilisieren und zu stürzen. Der Name der Operation ist ein Kofferwort aus „Kat (Liebenberg)“ und „(Westhui)zen“. Die Vorbereitungen begannen im Juni 1986 und wurden noch vor Ende 1987 wieder aufgegeben. Der Plan beabsichtigte die Oppositionsbewegungen ANC und UDF daran zu hindern, stabile Operationsstrukturen in den beiden Homelands aufzubauen.
Am 1. März 1990 übernahm er die Führung des SADF-Generalstabs und avancierte bereits am 1. November im Rang eines Generals, als Nachfolger von Jannie Geldenhuys, zum Oberbefehlshaber der südafrikanischen Streitkräfte (Chief of the SADF).
In der Phase des Übergangs von der Apartheidsperiode zur Demokratie beteiligte sich Liebenberg am Verteidigungsausschuss (Sub-Council on Defence) des Transitional Executive Council, ein von Dezember 1993 bis April 1994 existierendes Regierungsgremium zur Sicherung des friedlichen Übergangs der Machtverhältnisse. Dabei beriet er die amtierende Regierung in den letzten Monaten vor der demokratischen Wahl von 1994. Im Wesentlichen ging es in diesem Ausschuss um die Integration der verschiedenen militärischen Kräfte beider Verhandlungsseiten in die neue South African National Defence Force.

## Rechtfertigung
Nach dem politischen Umbruch von 1994 vertrat Liebenberg die Auffassung, dass die SADF weder für noch gegen die Apartheid eingesetzt wurde, da sie unpolitisch gewesen sei. Sie diente als Instrument dem Staat und die Armee tue das auch für die heutige Regierung. Seiner Einschätzung nach war sie die erste Institution, die sich von der sogenannten petty apartheid verabschiedete. Liebenberg bekannte sich nach 1994 zu seiner vollen Verantwortung für alle Aktionen, die ein Resultat seiner Anordnungen waren, beanspruchte jedoch für sich keine Amnestie. Trotzdem glaube er an eine sinnvolle Wirkung von Versöhnung. Rückblickend schätzte Liebenberg in einer online publizierten Stellungnahme den Beitrag der SADF für das Land als sehr umfassend ein und benannte die hierfür einschlägigen Schwerpunkte:
- Umfassender Grenzschutz aller Republikgrenzen,
- Unterstützung der South African Police während der Zeiten innerer Unruhen und Aufstände,
- eine führende Rolle innerhalb des Joint Security Management System,
- Aufstandsbekämpfungsoperationen in Südwestafrika, heute Namibia, und in der südlich gelegenen Provinz Cunene von Angola,
- konventionelle Militäroperation im Südosten Angolas.

## Persönliches
Während seiner militärischen Laufbahn vermied Andreas Liebenberg öffentliche Auftritte. Aus diesem Grund waren auch während seines Dienstes in hohen militärischen Spitzenpositionen nur spärliche Informationen über ihn verfügbar. Im Kreise der Oberbefehlshaber aller südafrikanischen Teilstreitkräfte galt er als der „unbekannte Mann“.
Andreas Liebenberg war bis zu seinem Tod mit Helena Johanna Liebenberg verheiratet. Aus der Ehe gingen ein Sohn und zwei Töchter hervor. Er starb im Alter von 60 Jahren an einer Krebserkrankung.